# Pons Fabricius
Pons Fabricius je starověký most, který spojuje východní břeh řeky Tibery a Tiberský ostrov v Římě. Postaven byl v roce 62 př. n. l. Luciem Fabriciem, významným římským stavitelem, podle jehož rodu získal most své jméno. Ke stavbě mostu byl použit tuf, dnes ovšem obložení mostu tvoří travertin a cihly. Jedná se o obloukový most. Velkou rekonstrukci mostu nařídil roku 1679 papež Inocent XI.

## Technický popis
Délka mostu činí celkem 62 m a je široký okolo 5,5 m. Je tvořen dvěma oblouky, uprostřed spojenými pilířem. Uprostřed pilíře se nachází otvor v podobě oblouku, který slouží ke snížení tlaku na základy a k lepšímu odtoku vody při záplavách. Dodnes je most popsán latinskými nápisy se jménem stavitele.